# أفريل دي سانت كروا
غينيا أفريل دي سانت كروا (1855-1939)، هي كاتبة وصحفية وناشطة نسوية وداعية للسلام تحمل الجنسية الفرنسية. ترأست الفرع الفرنسي للاتحاد الدولي لمكافحة الدعارة لسنوات عديدة، والذي كان يهدف إلى إلغاء تنظيم الدعارة من قبل الدولة وحارب الإتجار بالنساء. قامت بدور مستشارة للحكومة الفرنسية وعصبة الأمم فيما يخص قضايا المرأة. كانت نائبة رئيس المجلس الدولي للمرأة منذ عام 1920 ورئيسة المجلس القومي للمرأة الفرنسية منذ عام 1922 وحتى 1932.

## حياتها

### بداية حياتها
ولدت غينيا في عام 1855 في قرية كاروج بالقرب من جنيف في سويسرا، لوالدها مارك ووالدتها ماري لويس. أتقنت عدة لغات وزارت الكثير من البلدان. أمضت الكثير من الوقت في وسط أوروبا في مرحلة شبابها. رسمها تيودور أكسنتوفيتش في لوحة عُرضت في معرض عام 1893 ونُشرت في مجلة (السيدة الشابة)، وذكرتها صحف المجتمع. نشرت مجموعة من قصص الأطفال في أوروبا الشرقية خلال تسعينيات القرن التاسع عشر. وقعت على القصص وعلى مقالاتها الصحفية الأولى. ذكرت الصحف الباريسية أنها كانت حاضرة في احتفالات حرب الاستقلال الكوبية (1895-1898) التي نظمتها الجالية الكوبية في باريس.
حصلت على لقب سانت كروا (قديسة الصليب) من نخبة المجتمع البروتستانتي وشاركوها تقاليدهم الخيرية. بدأت المشاركة في مؤتمر فرساي في التسعينيات من القرن التاسع عشر، وهو اجتماع سنوي للجمعيات الخيرية النسائية البروتستانتية. تحدث ممثلون عن حركات الإصلاح الاجتماعي التي تحارب المواد الإباحية والإدمان على الكحول والدعارة في هذه المؤتمرات. شاركت في حملة مكافحة الدعارة التي تنظمها الحكومة. بدأت في نشر التقارير الصحفية حول ظروف الدعارة والنساء العاملات بها ابتداءً من أواخر تسعينيات القرن التاسع عشر. كتب سانت كروا لمجلة (لا فروند) التي تأسست في أواخر عام 1897، كما فعلت مارغريت دوراند وسفيرين وماري بونيفال وكليمينس روير. نشرت مقالاً بارزاً في هذه المجلة حول الأوضاع في سجن سان لازار حيث احتُجزت النساء العاملات في الدعارة. تحدثت عن قضية الصحفيات في مؤتمر المجلس الدولي للمرأة (ICW) عام 1899 في لندن.
تزوجت من المهندس المدني فرانسوا أفريل في احتفال أقيم في مايو / أيار عام 1900 عندما كان عمرها 45 عامًا. كانوا يعيشون في شقة تطل على ساحة تروكاديرو. لم يحدّ زواجها من نشاطها بل كانت قادرة بسبب زوجها على عقد العديد من الاجتماعات النسوية في مقر المهندسين المدنيين.

### قيادة الناشط النسوي
ترأست سانت كروا الفرع الفرنسي للاتحاد الدولي لمكافحة الدعارة (IAF) لسنوات عديدة منذ عام 1900 بينما كانت تشغل أيضًا منصب الأمين العام للمجلس الوطني للمرأة الفرنسية (CNFF) بداية من عام 1903. أسست في عام 1901 نشاط لمساعدة الشابات على ترك الدعارة بعد إطلاق سراحهن من السجن. وقد منحتهن الجمعية الخيرية التعليم والتدريب الوظيفي والمشورة لزمن طويل. تحدثت في عام 1904 في زيوريخ وجنيف حول موضوع الاتجار بالنساء. كانت عضوا في لجنة حكومية للتحقيق في أنشطة قسم شرطة مكافحة الدعارة بين عامي 1904 و1908. وكانت المرأة الوحيدة التي عملت في هذه اللجنة.
كانت سانت كروا بين عامي 1905 و1907 عضوًا في لجنة كولون شافانيز المستقلة التي درست قوانين الزواج في فرنسا (لم تكن القوانين في صالح النساء) بهدف إصلاح القانون المدني. كانت عضوًا مؤسسًا وعضو مجلس إدارة في الرابطة الفرنسية لحقوق الإنسان. نشرت سانت كروا مجموعة من المقالات التي تدعم فضية المرأة. ونشرت في عام 1907 كتابًا بعنوان (نظرية المساواة بين الجنسين) نقدت فيه حجج الكاثوليك والقوميين بأن الحركة النسوية غير فرنسية. وصرحت بأن الحركة لها جذورها في الكفاح من أجل حرية الثورة الفرنسية.

## التنظيم

### الاتحاد الدولي لمكافحة الدعارة
زارت جوزفين بتلر فرنسا في عام 1897 وبدأت مجموعة بقيادة أوغست دي مورسيير إعادة تأسيس الفرع الفرنسي للاتحاد الدولي لمكافحة الدعارة (IAF) الذي بدأ حملة من أجل إلغاء القوانين التي تنظم الدعارة. حضرت المنظمة الجديدة بشكل رسمي في مؤتمر مكافحة الدعارة الدولي في لندن عام 1898. حضرت سانت كروا هذا المؤتمر حيث التقت بتلر. عادة حركة مكافحة الدعارة في فرنسا إلى الحياة بين عامي 1898 و1907 بقيادة أوجست دي مورسيير أولاً ثم غينيا أفريل دي سانت كروا.
اعتقدت سانت كروا وغيرها من النسويات أن تنظيم الدولة للدعارة أمر غير أخلاقي بسبب التغاضي عن الرذيلة وفرض معايير أخلاقية مزدوجة وأنه أمر غير عادل وغير فعال. رأت النساء العاملات في الدعارة كعبيد. ودعت بقوة إلى زيادة أجور النساء حتى لا يكنَّ مجبرات على بيع أجسادهن وطالبت بإقرار قوانين أخلاقية صارمة تطبق بالتساوي على الرجال والنساء. شاركت في مؤتمر مكافحة الدعارة في سبتمبر / أيلول عام 1899 في جنيف. قرأت واحدا من التقارير الافتتاحية الثلاثة في مؤتمر حقوق المرأة في عام 1900 إذ دعت إلى إلغاء الدعارة المحكومة بالقوانين والمعايير الأخلاقية المزدوجة. أصبحت أمينة عامة لفرع الاتحاد الدولي لمكافحة الدعارة في فرنسا عام 1900 وبقيت ناشطة في الحركة حتى منتصف الثلاثينيات.

### المجلس الوطني للمرأة الفرنسية (CNFF)
نظمت سانت كروا في مارس / آذار عام 1900 مأدبة طعام في فندق غراند دي باريس تكريما للباحثة النسوية كليمانس روير. ترأست في عام 1900 قسم العمل في مؤتمر الأعمال والمؤسسات النسائية حيث طالبت بقوة بالمساواة في الأجر بين الرجل والمرأة وبإقرار القوانين المتعلقة بعمل الأطفال. وكانت منذ عام 1902 مدافعة قوية عن حق المرأة في التصويت في المجلس الوطني للمرأة الفرنسية (CNFF). كانت سانت كروا في عام 1903 أمينة عامة للمجلس الوطني للمرأة الفرنسية وأيضًا للفرع الاتحاد الدولي لمكافحة الدعارة في فرنسا، الذي أسسته من منزلها.
شاركت سانت كروا في عام 1919 مع المجلس الوطني للمرأة الفرنسية في حملة لإقناع قادة الحلفاء في مؤتمر فرساي للسلام بمعالجة مشاكل النساء في ميثاق عصبة الأمم الجديدة، وقد نجحت نجاح جزئي. كما عمل المجلس الوطني للمرأة الفرنسية على إقناع أعضاء البرلمان الفرنسي بإقرار مشروع قانون حق المرأة في التصويت. نظمت سانت كروا مؤتمر المجلس الوطني للمرأة الفرنسية في ستراسبورغ في أكتوبر / تشرين الأول عام 1919. واصبحت في عام 1922 رئيسة المجلس الوطني للمرأة الفرنسية خلفا لجولي سيغفريد، وشغلت هذا المنصب حتى عام 1932. قامت سانت كروا بإطلاق حملة في عام 1927 للمطالبة بقبول النساء في صفوف قوات الشرطة. وقد ترأست مؤتمرات (الدول العاملة في الحركة النسائية) التي نظمها المجلس الوطني للمرأة الفرنسية في عام 1929 و1930 و1931. وركزت هذه المؤتمرات على إقرار الحقوق القانونية للمرأة ووضعها الاقتصادي.

## الدين والسياسة
ليس من الواضح ما إذا كانت سانت كروا بروتستانتية أو مرتبطة بالبروتستانت بشكل بسيط. فهي لم تكن بروتستانتية ملتزمة، ووصفت نفسها بأنها مفكرة حرة. كانت معادية للكاثوليكية لصالح الحرية الدينية. يُقال إنها كانت تنتمي إلى مجموعة من الماسونيين في باريس ضمّت نساء أخريات ناشطات في الحركات النسوية. دعمت بشكل كبير ألفريد دريفوس خلال قضية دريفوس.
على الرغم من أنّ سانت كروا كانت مدافعة عن المرأة العاملة إلا أنها كانت معادية للاشتراكية أو الشيوعية على عكس بعض الناشطات مثل لويز سومونو ولويز بودين. اعتقدت أنه يجب على جميع النساء إظهار التضامن بغض النظر عن طبقتهن الاجتماعية، وعلى النساء الثريات مساعدة النساء الفقيرات. رأت أن الفقر هو أحد الأسباب الرئيسية للدعارة وأنه يجب منح النساء ما يكفي من الأجر لتلبية احتياجاتهن، لكنها عارضت التشريعات المتعلقة بحماية العمال. عارضت منذ عام 1900 تدخل الدولة في عمل المرأة. كتبت العديد من المقالات التي انتقدت المنظمات النسائية الجماعية من قبل البلاشفة بعد الثورة الروسية في عام 1917.